# كلية دبي الجامعية
كيلة دبي الجامعية هي كلية في مستوى الجامعة الرائدة في دولة الإمارات. توفير للنظام الأميركي التعليم العالي التي تقدم برامج عالية الدرجة معترف بها دوليا، مع التركيز على نوعية التدريس والبحث والخدمات لمجتمع الأعمال.

## عن الجامعة

### تحقيق رؤيتنا تتطلب منا
- خدمة الاحتياجات التعليمية المتنوعة من طلاب الدراسات العليا، الطلاب الجامعيين والمهنيين.
- تخريج طلاب ذوي الكفاءات العالية.
- توفير التعليم استنادا إلى المعايير الدولية.
- توفير بيئة محفزة التعليمية لإعداد قادة المستقبل.
- وركزت الانخراط في كلية البحوث التطبيقية أساسا على التنمية الاقتصادية لمنطقة الشرق الأوسط.
- الأهداف

اعترف الطلاب والاحتفاظ بهم لتحقيق النجاح في المهرة UD.
المساهمة في مبادرة الحكومة المتعلقة روح المبادرة وتنمية الموارد البشرية من مواطني دولة الإمارات.
توفير البحوث والخدمات الاستشارية والتطوير المهني.
تعزيز مساهمة الخريجين إلى وظائف UD والتوعية
خلق بيئة متنوعة ثقافيا التعليمية.
الحفاظ على وطني ودولي الاعتماد للبرامج الأكاديمية في جامعة ديلاوير.
توسيع نطاق البرامج التعليمية عن طريق التكامل الرأسي لدرجة الماجستير وبرامج الدكتوراه، بالإضافة إلى التنويع الأفقي لكلية الحقوق لتلبية احتياجات السوق.
توظيف واستبقاء أعضاء هيئة التدريس ارتفاع عيار والموظفين.
الانتقال إلى وضع أفضل بناء لتوفير الحياة في الحرم الجامعي للطلاب.
الحصول على دعم مالي من مجتمع الأعمال.
مراقبة وتحسين نوعية التعليم والخدمات.
استراتيجيات
توسيع نطاق (دمج) وذلك بإضافة برامج إضافية
1.1 دمج عموديا من خلال توسيع لبرامج الماجستير والدكتوراه ومسارات الخروج دمج 1.2 أفقيا من خلال إنشاء كلية UD من القانون (باللغة العربية)، و 1.3 التعاون مع الجامعات العربية المعتمدة.
زيادة معدلات الالتحاق بالمدارس الجامعية
2.1 إعادة توجيه تجنيد الطلاب من خلال خطة إستراتيجية ل
زيادة الاحتفاظ 2.2 طالب والمشاركة، من خلال تعزيز الخدمات الطلابية وبرامج منسقة والنوادي والأنشطة.
2.3 توسيع تبادل الطلاب مع الجامعات الشريكة خارج دولة الإمارات العربية المتحدة لمدة 1 فصل دراسي. والجامعة شريك بالمثل مع تبادل الطلاب من أجل 1 سنة.
نقل مصغر 2.4 إلى أفضل بناء لاستغلال العلامة التجارية UD والحد من استياء الطلاب.
المحافظة على كفاءة التكلفة
تأكد من أن عائدات تتجاوز التكاليف في جميع البرامج
VALUES
ويسترشد UD بواسطة القيم الأساسية التالية:
السلوك الأخلاقي في جميع جوانب الحياة.
صوت المواطنة من خلال المسؤولية الشخصية والاجتماعية والبيئية.
احترام رأي الآخرين ومعتقداتهم.
تكافؤ الفرص لجميع الرجال والنساء.
التحسين المستمر في التعليم والتعلم والبحث العلمي.
مسؤولية جماعية من خلال العمل الجماعي.
تركزت طالب مع التركيز جودة.

## روابط خارجية
http://www.ud.ac.ae/ نسخة محفوظة 9 نوفمبر 2013 على موقع واي باك مشين.